# Fluorid palladiový
Fluorid palladiový je anorganická sloučenina s chemickým vzorcem PdF6. Jedná se o hypotetickou sloučeninu. Patří mezi fluoridy palladia. 

## Příprava
Podle Timakova, Prusakova a Drobyshevskiiho lze fluorid palladiový připravit fluorací palladiového prášku atomárním fluorem při tlaku 900–1700 Pa. Zdá se, že kromě tohoto jednoho článku neexistují, žádné jiné experimentální zprávy o fluoridu palladiového.

## Vlastnosti
Na základě DFT výpočtů se předpokládá, že fluorid palladiový bude stabilní a bude se vyskytovat v nízkospinové konfiguraci. Podle Timakova, Prusakova a Drobyshevskiiho tvoří sloučenina tmavě červenou pevnou látku, která se rozkládá na fluorid palladičitý. Fluorid palladiový je velmi silné oxidační činidlo.